# Relacions entre Andorra i la Unió Europea
Les relacions entre Andorra i la Unió Europea es basen en una unió duanera entre Andorra i la Unió Europea (UE).

## Unió Duanera
L'Acord entre la Comunitat Econòmica Europea i el Principat d'Andorra fou signat el 28 de juny del 1990 i entrà en vigor l'1 de juliol de l'any següent. Estableix una unió duanera amb clàusula de nació més afavorida entre el Principat i la UE. Andorra rep el tractament d'Estat membre de la UE en matèria de comerç de béns manufacturats, però no en matèria de productes agrícoles.
Hi ha controls duaners complets al costat europeu de la frontera, car Andorra té l'IVA i altres impostos indirectes (com ara els impostos sobre l'alcohol, el tabac i la benzina) baixos i els visitants se'n podrien aprofitar.

## Euro
Andorra fa servir l'euro com a única divisa i des del 2014 té el dret a encunyar les seves pròpies monedes, tal com fan altres microestats europeus.

### Context
Andorra no té una divisa oficial i, a diferència dels seus veïns més grans, França i Espanya, que l'envolten, no és un Estat membre de la Unió Europea (UE). Tanmateix, de facto fa servir l'euro (la divisa dels estats de la zona euro), car tradicionalment ha utilitzat el franc francès i la pesseta espanyola. El 2002, aquestes dues divises foren substituïdes per l'euro, que al seu torn reemplaçà el franc i la pesseta com a única divisa en circulació a Andorra.
Tres altres microestats europeus que no formen part de la UE (Mònaco, San Marino i la Ciutat del Vaticà) també es trobaren en aquesta situació però, a diferència d'Andorra, arribaren a acords amb la UE i obtingueren el dret a encunyar les seves pròpies monedes. Les monedes d'euro tenen un disseny comú a una cara i un disseny específic de cada país a l'altra. Així doncs, als altres tres microestats se'ls permeté dissenyar la seva pròpia cara nacional, a més d'encunyar i distribuir les seves pròpies monedes. Les monedes emeses pels microestats són vàlides a tota la zona euro, igual que les encunyades als estats membres. Tanmateix, els microestats no estan representats als organismes de govern de l'euro, el Banc Central Europeu (BCE) i l'Eurogrup.

### Acord monetari
L'Andorra demanà el dret a encunyar les seves pròpies monedes el 2003. L'any següent, el Consell de la Unió Europea adoptà la seva posició negociadora respecte a Andorra. La Comissió recomanà l'obertura de negociacions després que Andorra acceptés respectar la Directiva 2003/48/CE del Consell en matèria de fiscalitat dels rendiments de l'estalvi en forma de pagament d'interessos. Les negociacions han progressat des d'aleshores, tot i que s'esperava que concloguessin el 2008, i després el 2012, però han quedat estancades diverses vegades, en part a causa de les males relacions per culpa de la condició de paradís fiscal d'Andorra. Finalment, al febrer del 2011 Andorra i la UE arribaren a un acord monetari que fou signat el 30 de juny del mateix any. Una vegada ratificat, l'acord convertirà l'euro en la moneda oficial d'Andorra i permetrà al Principat encunyar fins a 2,4 milions de monedes a partir del 2013, sempre que compleixi les condicions de l'acord.

## Altres acords
Se signaren dos acords més el 2003 i el 2004. Un d'ells era un acord de col·laboració en matèria de medi ambient, comunicacions, informació, cultura, transport, col·laboració regional i transfronterera i qüestions socials, però fins ara ha generat pocs resultats operatius. L'altre era un acord sobre la imposició de l'estalvi que fou signat com a resultat de la pressió exercida per la UE sobre els centres financers extraterritorials per tal que complissin les normes de la UE.

## Acord de Schengen
Andorra s'ha quedat al marge de l'Acord de Schengen i manté controls duaners amb la UE. Tanmateix, com que els viatgers amb destinació Andorra han de passar per l'espai Schengen per arribar-hi, i Andorra no expedeix visats propis però accepta els visats Schengen, a la pràctica Andorra forma part de facto de l'espai. Els nacionals d'un tercer país que desitgin anar a Andorra necessiten un visat Schengen de múltiple entrada, car han de tornar a travessar l'espai Schengen per sortir del Principat.

## Adhesió
L'aprofundiment de les relacions entre Andorra i la UE requereix que el país dels Pirineus compleixi les quatre llibertats de la UE (actualment només compleix la dels béns) i que dugui a terme reformes fiscals i financeres per alinear-se amb les normes europees (posant fi a la seva reputació de paradís fiscal). El govern ha declarat que "de moment" no cal adherir-se a la UE, però el Partit Socialdemòcrata hi està a favor.